# Newfoundland op de Gemenebestspelen

Vlag van Newfoundland

Newfoundland was een land dat deelnam aan de Gemenebestspelen, ook wel Commonwealth Games. Tweemaal stuurde het land een delegatie naar deze Spelen, in 1930 en 1934. Beide jaren werd er geen medaille gewonnen, alle deelnemers namen deel aan atletiekonderdelen.
In 1938 vaardigde Newfoundland geen delegatie voor de Spelen af. In 1949 trad Newfoundland als tiende provincie toe tot de Canadese Confederatie, waardoor Newfoundlanders vanaf de vierde editie van de Gemenebestspelen in 1950 onder Canadese vlag deelnemen.

## Medailles
| Newfoundland op de Gemenebestspelen | Newfoundland op de Gemenebestspelen | Newfoundland op de Gemenebestspelen | Newfoundland op de Gemenebestspelen | Newfoundland op de Gemenebestspelen | Newfoundland op de Gemenebestspelen |
| ----------------------------------- | ----------------------------------- | ----------------------------------- | ----------------------------------- | ----------------------------------- | ----------------------------------- |
| Jaar                                | Goud                                | Zilver                              | Brons                               | Totaal                              | Rang                                |
| 1930                                | -                                   | -                                   | -                                   | -                                   | /                                   |
| 1934                                | -                                   | -                                   | -                                   | -                                   | /                                   |